# 黑泉镇
黑泉镇，是中华人民共和国甘肃省张掖市高台县下辖的一个乡镇级行政单位。
2015年，甘肃省民政厅批复同意撤销黑泉乡，设立黑泉镇。

## 行政区划
黑泉镇下辖以下地区：
定安村、定平村、殷沟桥村、永丰村、新开村、黑泉村、小坝村、沙沟村、镇江村、九坝村、十坝村和胭脂堡村。